# Carsdorf (Wechselburg)
Carsdorf ist ein Ortsteil der Gemeinde Wechselburg im Landkreis Mittelsachsen (Freistaat Sachsen). Er wurde am 20. Juni 1957 nach Mutzscheroda eingemeindet, mit dem er am 1. Januar 1994 zu Wechselburg kam.

## Geografie

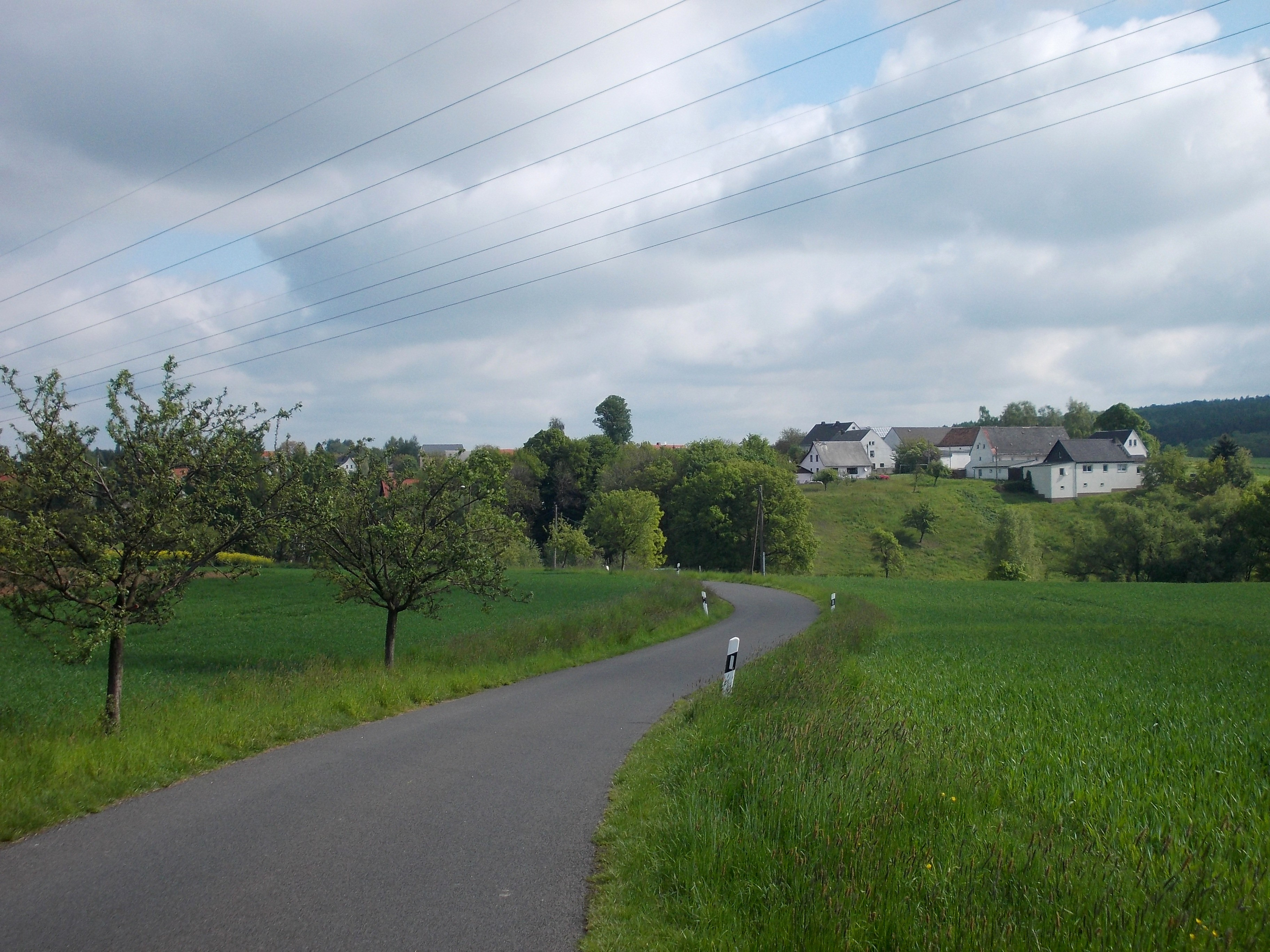
Ortsansicht von Carsdor

### Geografische Lage und Verkehr
Carsdorf ist der nördlichste Ortsteil der Gemeinde Wechselburg, die fünf Kilometer entfernt liegt. Der Ort liegt im Quellgebiet des Söllichaubachs, der wenige Kilometer östlich des Orts in die Zwickauer Mulde mündet. Nordöstlich von Carsdorf befindet sich der Rochlitzer Berg. Östlich des Orts führen die Via Porphyria und der Lutherweg Sachsen vorbei.
Nordwestlich des Orts verläuft die stillgelegte Bahnstrecke Rochlitz–Penig und die Bundesstraße 175, die unweit des Nachbarorts Narsdorf auf die Bundesautobahn 72 trifft. In Narsdorf befindet sich mit dem Bahnhof Narsdorf auch der nächstgelegene Bahnstation an der Bahnstrecke Leipzig–Chemnitz.

### Nachbarorte
| Breitenborn  |                                             | Wittgendorf |
| Mutzscheroda | Kompassrose, die auf Nachbargemeinden zeigt | Noßwitz     |
|              | Wechselburg                                 |             |

## Geschichte

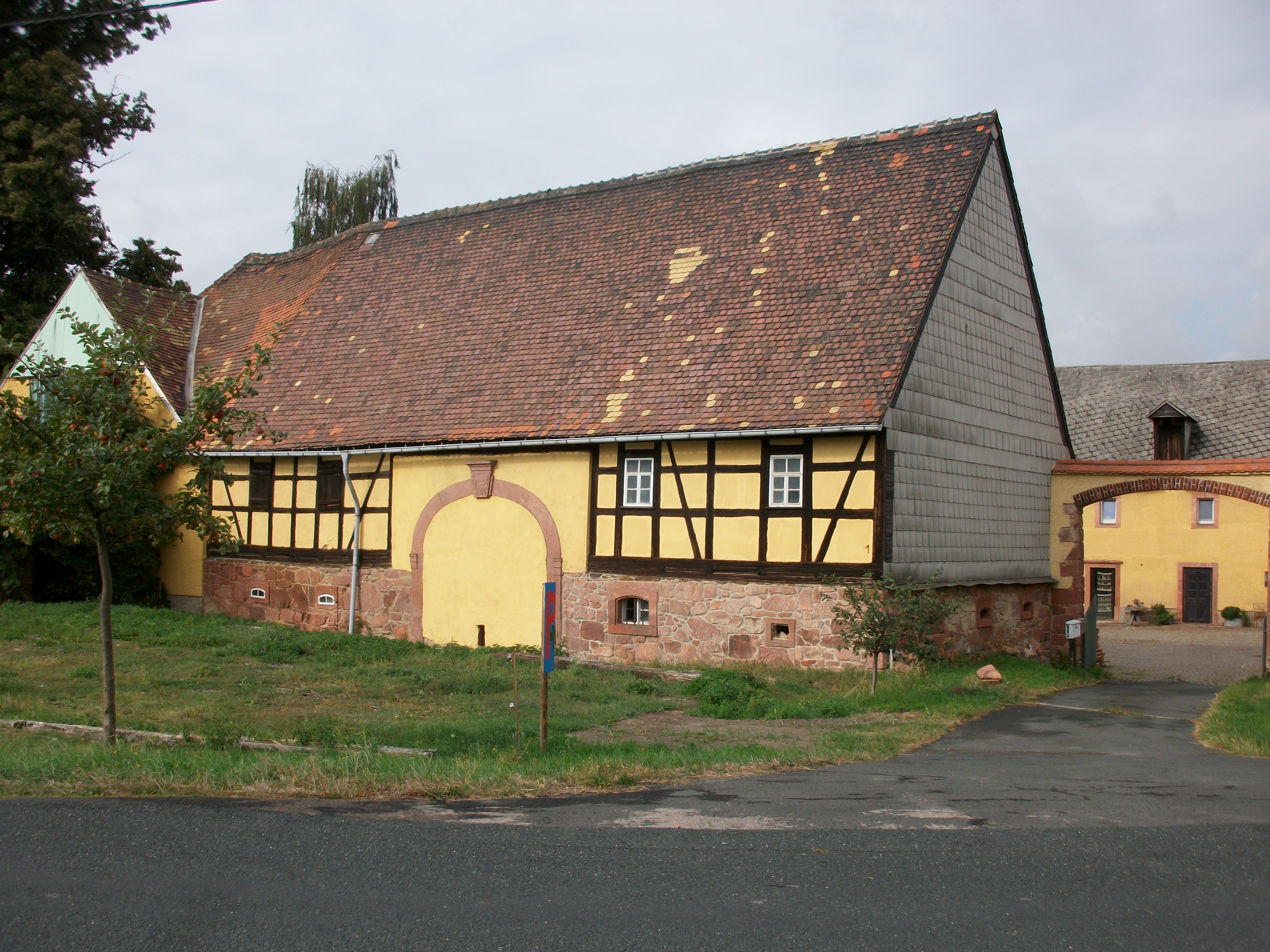
Bauerngut in Carsdorf

Das fünf Kilometer nordwestlich von Wechselburg liegende Carsdorf wurde im Jahr 1378 als Karlstorf bzw. Karlisdorf erwähnt. Das Platzdorf ist vermutlich eine slawische Gründung, worauf die Flurform hindeutet. Carsdorf gehörte als Amtsdorf bis 1856 zum kursächsischen bzw. königlich-sächsischen Amt Rochlitz. Ab 1856 gehörte Carsdorf zum Gerichtsamt Rochlitz und ab 1875 zur Amtshauptmannschaft Rochlitz.
Durch die zweite Kreisreform in der DDR im Jahr 1952 wurde Carsdorf dem Kreis Rochlitz im Bezirk Chemnitz (1953 in Bezirk Karl-Marx-Stadt umbenannt) angegliedert. Am 20. Juni 1957 erfolgte die Eingemeindung nach Mutzscheroda.
Die Gemeinde Mutzscheroda mit Carsdorf gehörte ab 1990 zum sächsischen Landkreis Rochlitz, der 1994 im Landkreis Mittweida und 2008 im Landkreis Mittelsachsen aufging. Sie schloss sich am 1. Januar 1994 mit Wechselburg, Göhren und Nöbeln zur neuen Gemeinde Wechselburg zusammen, wodurch Mutzscheroda und Carsdorf Ortsteile von Wechselburg wurden.